# 最後の約束
『最後の約束』（さいごのやくそく）は、2010年1月9日にフジテレビ系列「土曜プレミアム」の新春特別番組として放送された嵐主演の単発テレビドラマ。

## 概要
- 嵐のメンバー5人全員が主演のサスペンスストーリー。嵐5人でのドラマ共演は、1999年に放送されたフジテレビ系列『Vの嵐』以来、約10年ぶりとなる。
- 本作のDVDはドラマ作品史上初となる初動売上10万枚超えとなる12.6万枚を記録。オリコン週間DVD総合チャートで第1位となり[1]、ドラマ作品歴代最高初動売上を記録している[2]。なお、オリコンチャートでは音楽以外のDVD（映画、ドラマ、アニメなど）は限定版と通常版でリリースされても、合算集計せずに別々にチャートインするが、例外的に本作のDVDはドラマ作品でありながら初回限定版と通常版を合算集計している[3]。
- 平均視聴率は19.4%（関東地区）。年間ドラマ視聴率8位。
- 2012年1月14日（関東地区）、2017年6月3日（関東地区）、2020年1月3日に再放送された。

## あらすじ
清掃会社に勤める清掃員・益子悟、保険会社の営業社員・富澤友紀夫、コーヒーショップの店員・棚田昭、セキュリティーセンターの派遣社員・山際修司、バイク便のライダー・後藤望。
様々な理由で、偶然巨大ビル『エネバイオ社』に居合わせていた所、突如武装した男達にビルを占領されてしまう。彼らの要求は、90分以内に外出中の社長・新見朋彦に身代金3億円を持ってこさせる事。もし出来なければ、このビルを爆破すると言い放つ。

## キャッチコピー
- ビル占拠事件発生。脱出不可能なセキュリティーシステム。取り残された5人の若者。事件の裏に秘められた、ひとつの絆---
- ビル占拠事件発生。身代金3億円。人質、嵐。

## キャスト

### 主要人物
益子悟
演 - 大野智（嵐）
清掃会社『タイムクリーニング』に勤める清掃員。
富澤友紀夫
演 - 櫻井翔（嵐）
保険会社『ロニー生命保険』の営業社員。
棚田昭
演 - 相葉雅紀（嵐）
コーヒーショップ『カメオコーヒー』の店員。
山際修司
演 - 二宮和也（嵐）
『エネバイオ社』のビルにあるセキュリティーセンターの派遣社員。
後藤望
演 - 松本潤（嵐）
バイク便のライダー。

### エネバイオ社
新見有里子
演 - 黒木メイサ
『エネバイオ社』の社長令嬢。
轟冬子
演 - 大塚寧々（友情出演）
『エネバイオ社』の社員。
岡中進一郎
演 - 藤木直人（特別出演）
『エネバイオ社』のビルにあるセキュリティーセンターの部長。
新見朋彦
演 - 津川雅彦
『エネバイオ社』の社長。

### その他
諸角源二
演 - 北村有起哉
ビルジャック事件の担当刑事。
飯尾晴夫
演 - 小堺一機
新人の清掃員。益子の後輩にあたるが、彼より年上。
その他
演 - 中村靖日、飯田基祐、六角慎司、大林丈史、森本さやか（フジテレビアナウンサー） ほか

## スタッフ
- 企画 - 瀧山麻土香（フジテレビ）・松崎容子（フジテレビ）
- 脚本 - 金子茂樹
- 演出 - 佐藤祐市
- プロデューサー - 永井麗子（共同テレビ）
- 音楽 - 井筒昭雄
- 主題歌 - 嵐「空高く」（J Storm）
- ロケ協力 - 芝浦工業大学、厚木アクスト、厚木テレコムパーク、シスコシステムズ、クロス・ウェーブ府中、神奈川水再生センター、オリックスロケーションサービス、城西大学、アジレント・テクノロジー、多摩市、たまロケーションサービス、東京マルイ、あつぎフィルムコミッション ほか
- 協力 - バスク、フジアール、ベイシス、国際放映TMC-A1スタジオ
- 制作 - フジテレビ・共同テレビ

## 遅れネット局
- YBS山梨放送（日本テレビ系列） - 2010年4月4日 14:40 - 16:50

## DVD
- 「最後の約束（初回限定版）」2010年6月2日発売（GNBD7602：ジェネオン ユニバーサル エンターテインメント）
- 「最後の約束（通常版）」2010年6月2日発売（GNBD7603：ジェネオン ユニバーサル エンターテインメント）